# Teddy Tamgho
Teddy Tamgho (15 de juny de 1989, París, França) és un atleta francès especialitzat en la modalitat de triple salt, tot i que tampé participa en salt de llargada. Ha estat campió del Món i d'Europa en pista coberta.

## Biografia
Des de petit, s'interessà per l'atletisme, fins que a l'edat de tretze anys va comença a saltar triple.
La seva primera aparició en un gran campionat va ser l'any 2007 al Campionat d'Europa Júnior, on va quedar-se fora del podi, quedant en quarta posició, fent-se marca personal amb un salt de 16,35m.
L'any següent va fer un salt de 16,94 al Campionat de França, on va posar-se segon del rànquing de tots els temps darrere de Volker Mai.
Tomagho va declarar que el seu punt fort fins a l'execució del salt era la velocitat. Sempre ajudat i recolzat pel seu entrenador Jean-Hervé Stievenart.
Amb l'arribada de la pista l'aire lliure Tomagho, va alçar-se a l'escena mundial. Al Campionat de Món júnior del 2008, Tomagho va voler quedar primer i poder fer la marca de 17,13m per poder formar part de l'equip olímpic francès. Va guanyar el concurs amb un salt de 17,33m, però van anul·lar-li el salt per l'ajuda del vent (2,1). Quedant-se a fora de l'equip olímpic francès pel seu salt de 16,79.
A començaments de l'any 2009, va superar la marca de 16,94, tres cops fins que al febrer va arribar als 17,37m. A finals del mes en una competició va tornar a millorar la marca en 17,58, sent així un dels atletes sub-23 del món. Aquell mateix any va aconseguir el seu primer títol de campió nacional amb 17,44m. Durant el Campionat d'Europa de l'any 2009, competint amb una lesió, va quedar fora de la final saltant 16 metres, i fent dos nuls.
En 2010 Teddy Tamgho va guanyar la medalla de bronze als europeus de Barcelona i es va proclamar campió del Món en pista coberta. Un any després, campió europeu a París en la mateixa modalitat, superant el seu propi rècord del món de triple amb 17,92. Les seves anteriors plusmarques les va aconseguir a Doha en 2009(17,90) i al Mudial de 2010 a Aubière, on va aconseguir 17,91.
El 20 de desembre de 2011 va ser suspès per un any per la Federació francesa a conseqüència d'un enfrontament violent amb una altra atleta i membres del cos tècnic. Per tant, no va poder participar ni als Mundials en pista coberta d'Istambul ni als Jocs Olímpics de Londres.